# Wald- und Torfbrände in Russland 2010

Das Satellitenbild zeigt Rauch über Zentralrussland (4. August 2010)

Von Bränden betroffene Gebiete (Stand 31. Juli)

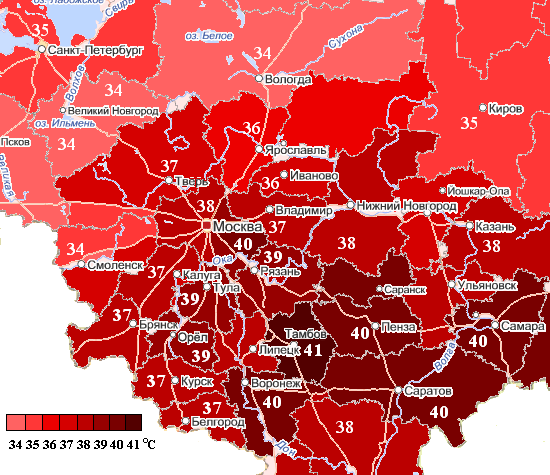
Hitzewelle, Temperaturen am 31. Juli 2010

Die großflächigen Wald- und Torfbrände in Russland im Juli und August 2010 forderten laut offiziellen Angaben mindestens 50 Tote, wobei Hilfsorganisationen von mehr Opfern ausgehen. Allein in Moskau starben infolge der Hitze und der Brände nach Angaben von Wissenschaftlern im Juli und August 10.900 Menschen mehr als im gleichen Zeitraum des Vorjahres. Am 22. August stufte die russische Regierung den Alarm zurück, so dass Ende August nur noch eine von vorher sieben Regionen als gefährdet galt.

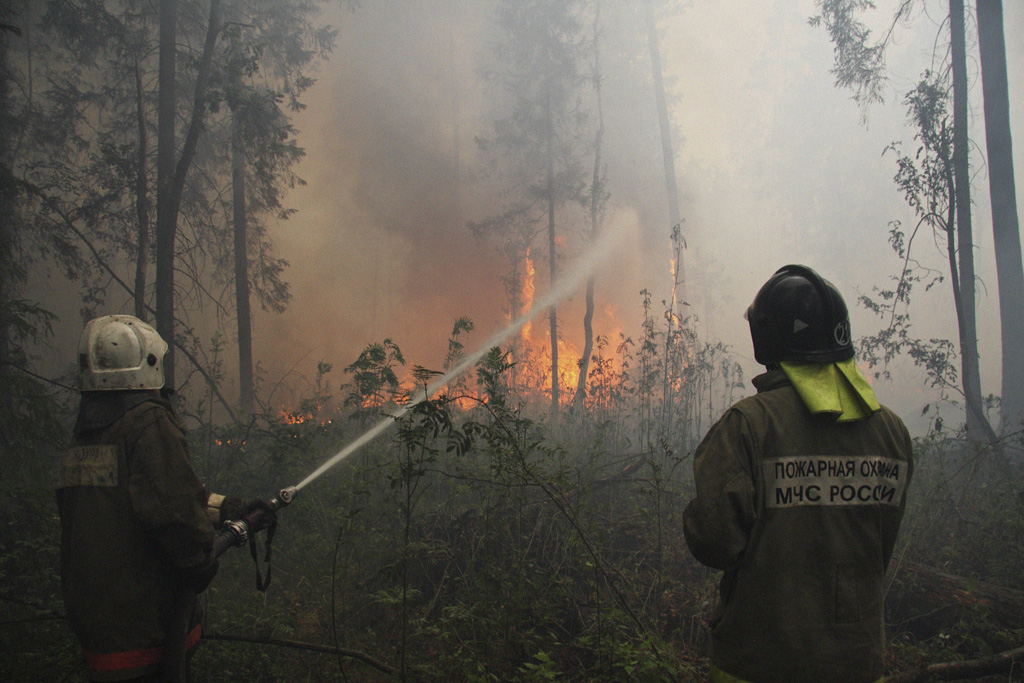
Feuerwehrleute beim Löschen eines der Waldbrände in der Nähe von Orechowo-Sujewo, 5. August 2010

## Verlauf
Insgesamt brannten auf einer Fläche von bis zu 188.500 Hektar zwischen Karelien, Woronesch und der Region südöstlich von Moskau geschätzte 700 Feuer.
Präsident Medwedew verhängte deshalb über sieben Regionen den Notstand. Über die Zahlen der Verletzten und jener, die durch das Feuer obdachlos wurden, kann nur spekuliert werden. Es waren zeitweise über 240.000 zivile Rettungskräfte und über 2.000 Armee-Angehörige sowie 54 Löschflugzeuge im Einsatz. Durch die Waldbrände war zwischenzeitlich auch ein Atomforschungszentrum bei der Stadt Sarow ca. 400 km südöstlich von Moskau bedroht. Des Weiteren wüteten große Torffeuer in den Moorlandschaften um Moskau, was die Lage zusätzlich verschärft hatte. In weiten Teilen Russlands herrschte von Ende Juni bis Mitte August 2010 die größte Hitze seit Beginn der Wetteraufzeichnungen vor 130 Jahren. So wurden am 2. August in der Stadt Woronesch 44 Grad Celsius gemessen. Die schnelle Ausbreitung der Brände wurde durch den vertrockneten torfigen Untergrund begünstigt. Anfang August war Rjasan am stärksten betroffen, doch am 9. August wurden im Autonomen Kreis der Chanten und Mansen 75 Brände registriert, womit es weit vor Rjasan (38) und Moskau (28) lag.
Die Auswertung von Bildern der NASA-Satelliten Aqua und Terra ergaben eine Reduzierung von 564 auf 442 Brände am 9. August 2010. Am 14. August 2010 wurden noch 368 Wald- und Torfbrände in Russland registriert.

## Mängel bei Katastrophenschutz und Forstaufsicht
Unter der Präsidentschaft Wladimir Putins wurde der Schutz der riesigen russischen Forste dezentralisiert und für wirtschaftliche Zwecke gelockert. 2007 wurde die Forstaufsicht privatisiert und dazu zuvor unter anderem 70.000 Waldhüter aus Rationalisierungsgründen entlassen. Nach Angaben des WWF sind ab 2007 auch Überwachungsflüge und der Einsatz von sogenannten „Feuerspringern“, die Brände bereits im Frühstadium bekämpfen sollen, kontinuierlich zurückgegangen.
Die Torfbrände hängen laut WWF auch damit zusammen, dass vor allem im europäischen Teil Russlands in großem Ausmaß Sümpfe trockengelegt wurden, um Torf abzubauen und ihn als Brennstoff zu nutzen oder als Rohmaterial für den Gartenbedarf nach Mitteleuropa auszuführen.

## Gefahr durch giftige Stoffe

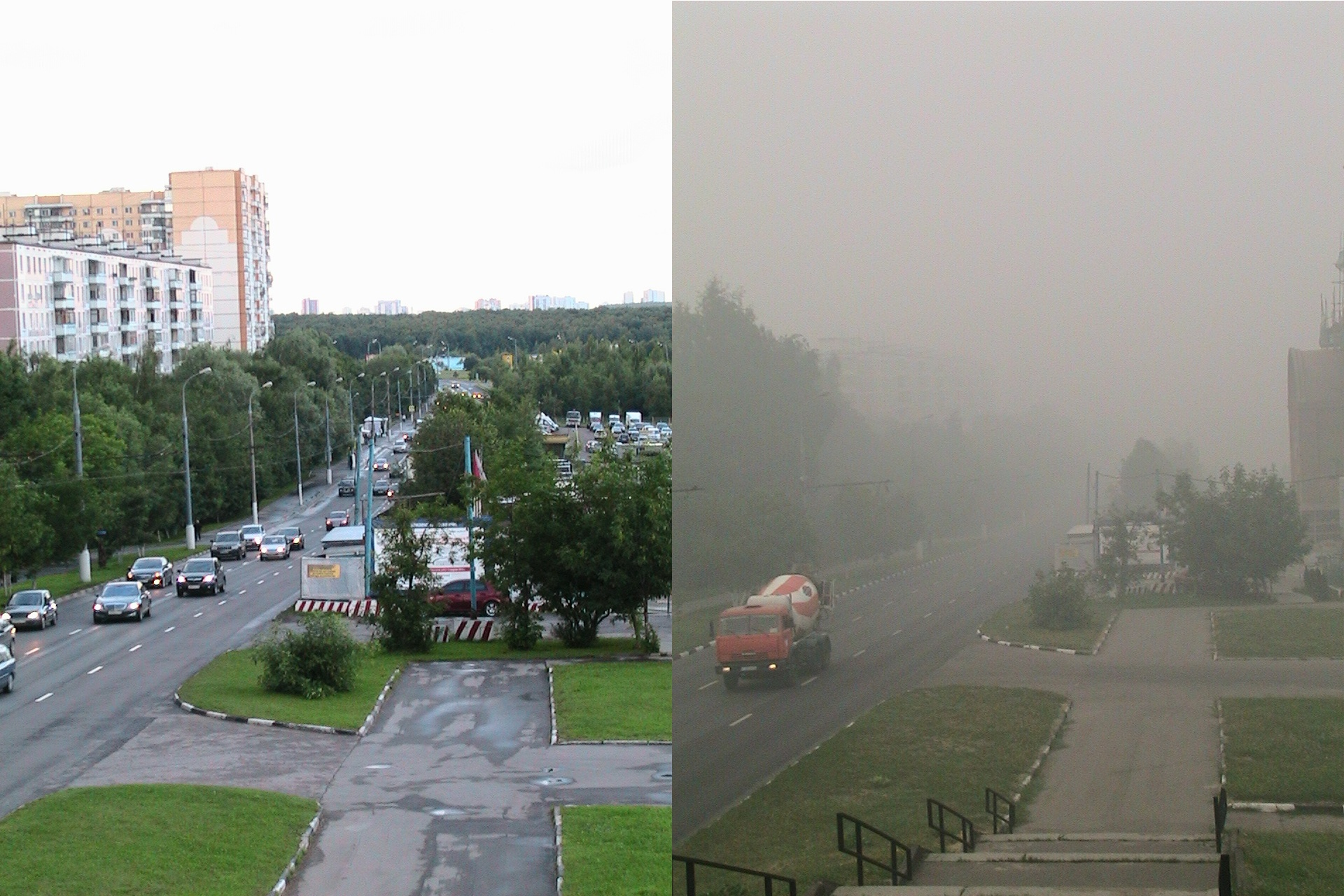
Dieselbe Straße in Moskau (uliza Aiwasowskogo) im Juni 2010 (links) und mit Smog infolge der Waldbrände im August 2010 (rechts)

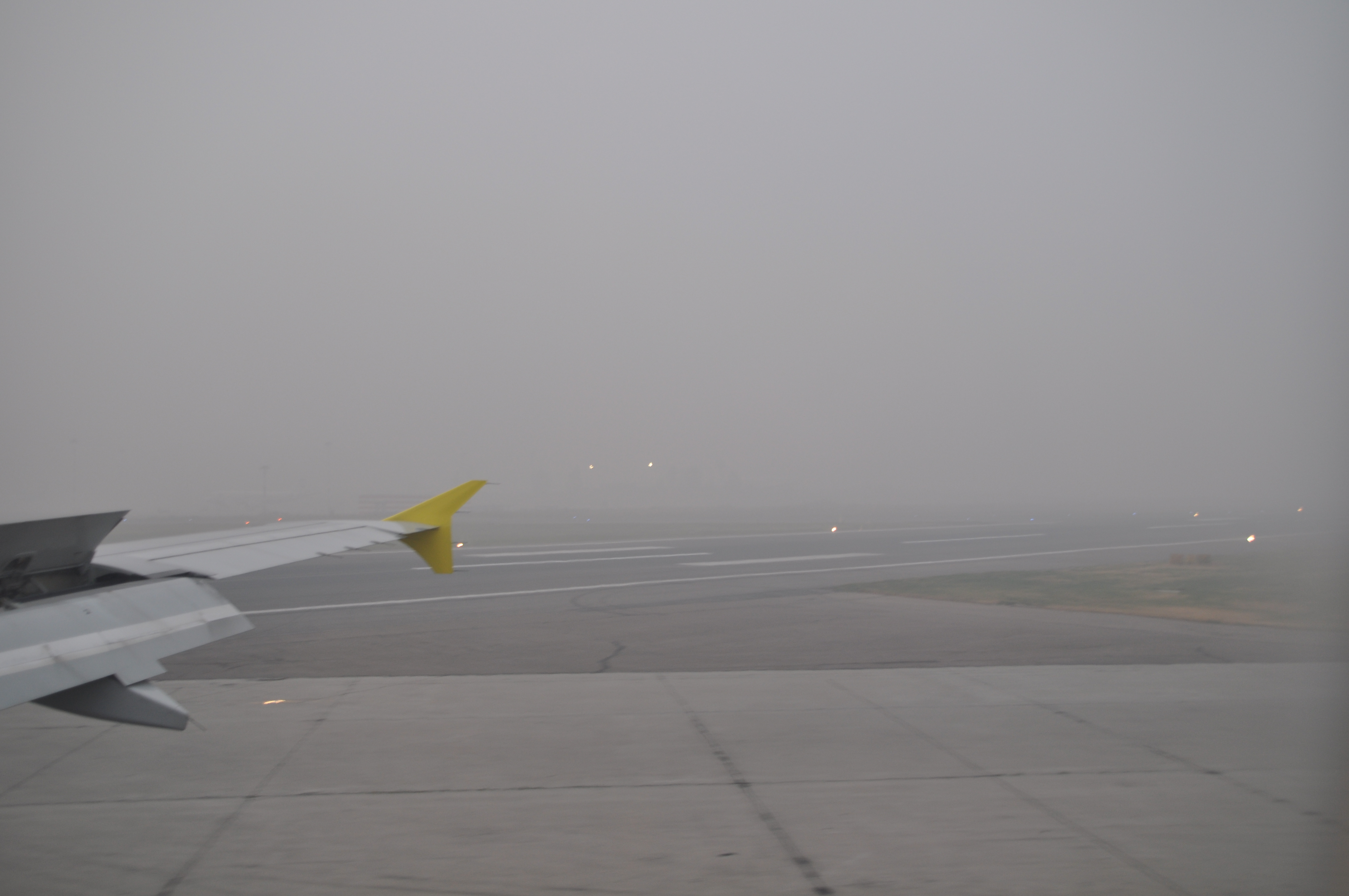
Sicht von unter 50 Metern am 6. August 2010, Flughafen Moskau-Domodedowo

Durch die Brände kam es in Teilen Russlands zu einer gesundheitsschädlich hohen Konzentration von Kohlendioxid und Kohlenmonoxid. In der Hauptstadt Moskau breitete sich Anfang August der Rauch so weit aus, dass die Bewohner davor gewarnt wurden, ihre Häuser zu verlassen. Der Rauch erlaubte teilweise nur noch eine Sichtweite bis 50 Meter und drang bis in die U-Bahnschächte vor. Ausländisches Botschaftspersonal wurde zum Teil evakuiert, und die Regierungen (darunter auch das deutsche Auswärtige Amt) erließen Reisewarnungen nach Russland. Der Flugverkehr war unter anderem an den drei internationalen Moskauer Flughäfen wegen der schlechten Sicht massiv beeinträchtigt.
Das Katastrophenschutzministerium in Moskau warnte zudem davor, dass die Brände auf die Oblast Brjansk, insbesondere im Süden auf die Region Nowosybkow, übergehen könnten. Die Region wurde bei der Nuklearkatastrophe von Tschernobyl im April 1986 schwer verstrahlt. Durch Feuer hätten hier im schlimmsten Fall erneut radioaktive Stoffe freigesetzt werden können. Katastrophenschutzminister Sergei Schoigu warnte, radioaktive Partikel (Radionuklide) könnten mit dem Rauch emporsteigen und weitere Gebiete durch nuklearen Niederschlag verstrahlen. Ähnliches galt auch für die im Südural gelegene kerntechnische Anlage Majak, der sich die Waldbrände gefährlich genähert hatten. Am 8. August ordnete Katastrophenschutzminister Sergei Schoigu die verstärkte Brandbekämpfung in der Nähe des Forschungszentrums Sneschinsk (dort werden Atomwaffen geplant und gewartet), etwa 80 Kilometer nördlich von Tscheljabinsk im Ural, an.

## Wirtschaftliche Auswirkungen
Russland zählt mit einem Exportumfang von rund 22 Mio. Tonnen zu den weltgrößten Getreide-Exporteuren. Aufgrund der durch die anhaltenden Brände verursachten Getreidevernichtung, weiteren Ernteausfällen und Preisspekulationen stiegen die Weltmarktpreise für Getreide, insbesondere Weizen, ab Juli 2010 rasant an. Am 5. August verkündete die russische Regierung, dass in Russland ab dem 15. August ein Exportverbot für Getreide gelte, das erst am 1. Juli des Folgejahres wieder aufgehoben wurde. Durch die Brände fiel die Getreideernte 2010 rund 30 Prozent niedriger aus. Die Preise für Weizen und Brot stiegen um 20 Prozent und erreichten erst im Frühjahr 2011 wieder Normalwerte.
Auch Industrieunternehmen, darunter auch die Automobilindustrie (u. a. AwtoWAS, Volkswagen in Kaluga) waren hiervon betroffen und mussten die Produktion einschränken oder einstellen.

## Globale Wetterlage als Ursache

Omegalage über Russland sowie Pakistan und Mitteleuropa

Die extreme Hitzewelle über Russland, die Überschwemmungskatastrophe in Pakistan sowie die Überschwemmungen im Dreiländereck Deutschland/Polen/Tschechien waren über eine Omegalage genannte Wetterlage ursächlich miteinander verbunden. Ein seit Wochen stabiles Hochdruckgebiet über Russland zog warme Luft aus dem Süden an. In den westlich und östlich davon liegenden Tiefdruckgebieten waren stabile Schlechtwetterlagen mit ungewöhnlich hohen Niederschlägen angesiedelt.